# Províncies de Sud-àfrica
Sud-àfrica està dividida en nou províncies. La vigília de les eleccions generals a Sud-àfrica del 1994, els homelands, coneguts com a bantustans, van ser reintegrats a la República i les quatre províncies existents es van dividir en nou. Les esmenes 12, 13 i 16 de la Constitució van variar les fronteres de set de les províncies.

## Províncies actuals

Mapa de les províncies de Sud-àfrica

| Bandera | Província               | Capital                                | Ciutat més poblada | Sup. (km²) | Població (2011)(hab.) | Densitat (2011) (hab/km²) | IDH (2003) |
| ------- | ----------------------- | -------------------------------------- | ------------------ | ---------- | --------------------- | ------------------------- | ---------- |
|         | Cap Septentrional       | Kimberley                              | Kimberley          | 372 889    | 1 145 861             | 3,1                       | 0,69       |
|         | Cap Occidental†         | Ciutat del Cap                         | Ciutat del Cap     | 129 462    | 5 822 734             | 45,0                      | 0,77       |
|         | Cap Oriental            | Bhisho (Bisho)                         | Port Elizabeth     | 168 966    | 6 562 053             | 38,8                      | 0,62       |
|         | Estat Lliure            | Bloemfontein                           | Bloemfontein       | 129 825    | 2 745 590             | 21,1                      | 0,67       |
|         | Gauteng                 | Johannesburg                           | Johannesburg       | 18 178     | 12 272 263            | 675,1                     | 0,74       |
|         | KwaZulu-Natal           | Pietermaritzburg‡                      | Durban             | 94 361     | 10 267 300            | 108,8                     | 0,63       |
|         | Limpopo                 | Polokwane (Pietersburg)                | Polokwane          | 125 754    | 5 404 868             | 43,0                      | 0,59       |
|         | Mpumalanga              | Nelspruit                              | Nelspruit          | 76 495     | 4 039 939             | 52,8                      | 0,65       |
|         | Nord-oest               | Mahikeng (Mafikeng)                    | Rustenburg         | 104 882    | 3 509 953             | 33,5                      | 0,61       |
|         | República de Sud-àfrica | Pretòria, Ciutat del Cap, Bloemfontein | Johannesburg       | 1 220 813  | 51 770 560            | 42,4                      | 0,67       |

Notes:
† Aquestes estadístiques no inclouen les Illes Príncep Eduard (335km2, amb residents no permanents), les quals són territoris subantàrtics a l'Oceà Índic, però part de la Província Occidental del Cap a efectes legals i electorals.
‡ Pietermaritzburg i Ulundi van ser capitals conjuntes de KwaZulu-Natal des de 1994 fins al 2004.

## Història
La Unió Sud-africana es va establir el 1910, combinant les quatre colònies britàniques: la Colònia del Cap, la Colònia Natal, la Colònia Transvaal i la Colònia del Riu Orange (les dues ùltimes abans de la Segona Guerra Boer eren repúbliques independents anomenades República Sud-africana i Estat lliure d'Orange). Aquestes colònies van esdevenir les quatre províncies originals de la Unió: Província del Cap, Província Transvaal, Província Natal i Província de l'Estat Lliure d'Orange.
La segregació de la població negra va començar el 1913, restringint als propietaris de terres de la majoria negra a certes àrees que representaven el 13% del país. A finals dels anys 50 aquestes àrees es consolidarien com a "homelands", també anomenats "batustans".
El 27 d'abril de 1994, data de les primeres eleccions no-racials, i de l'adopció de la Constitució provisional, totes aquestes provícies i homelands es van dissoldre i es van establir les nou noves províncies.

### 1910-1994

Les províncies després de la creació de la Unió Sud-africana el 1910.

Províncies i bantustans, després de la implementació de l'apartheid.

| Província                         | Capital                                 | Població màxima |
| --------------------------------- | --------------------------------------- | --------------- |
| El Cap (1910-1994)                | Ciutat del Cap                          | 6 125 335       |
| Natal (1910-1994)                 | Pietermaritzburg                        | 2 430 753       |
| Estat Lliure d'Orange (1910-1994) | Bloemfontein                            | 2 193 062       |
| Transvaal (1910-1994)             | Pretòria                                | 9 491 265       |
| Homelands                         | Capital                                 | Població màxima |
| Bofutatsuana (1977-1994)†         | Mmabatho                                | 1 478 950       |
| Ciskei (1972-1994)†               | Bisho                                   | 677 920         |
| Gazankulu (1971-1994)             | Giyani                                  | 954 771         |
| KaNgwane (1981-1994)              | LouievilleSchoemansdal (de facto)       | 779 240         |
| KwaNdebele (1981-1994)            | KwaMhlanga                              | 404 246         |
| KwaZulu (1981-1994)               | Nongoma (fins a 1980)Ulundi (1980-1994) | 3 400 000       |
| Lebowa (1972-1994)                | Lebowakgomo                             | 2 740 587       |
| QwaQwa (1974-1994)                | Phuthaditjhaba                          | 342 886         |
| Transkei (1976-1994)†             | Untata                                  | 2 323 650       |
| Bena (1979-1994)†                 | Thohoyandou                             | 558 797         |
| Mandats                           | Capital                                 | Població màxima |
| Àfrica del Sud-oest               | Windhoek                                | -               |

Notes:
† Estats on el Homeland va ser independent.
El 1994 la Província del Cap es va dividir en tres (Oriental, Septentrional i Occidental), es van unificar la Província de Natal i el bantustán de Kwa-Zulu, l'estat Lliure d'Orange va passar a dir-se província de l'Estat Lliure, i la província de Trasvaal es va dividir entre Gauteng, Mpaumalanga i Limpopo. També es va crear la província del Nord-oest amb parts del Transvaal, el Cap i la totalitat de Bophuthatswana.